# Orthobula quadrinotata
Orthobula quadrinotata es una especie de arañas araneomorfas de la familia Phrurolithidae.

## Distribución geográfica
Es endémica de Célebes (Indonesia).